# NGC 2911
NGC 2911 je galaksija u zviježđu Lavu.

## Vanjske poveznice
- SEDS: NGC 2911